# Paul Crutzen
Paul Jozef Crutzen (pronuncia [pʌul ˈjoːzəf ˈkrɵtsə(n)]; Amsterdam, 3 dicembre 1933 – Magonza, 28 gennaio 2021) è stato un meteorologo e ingegnere olandese, vincitore, insieme a Frank Sherwood Rowland e Mario Molina, del Premio Nobel per la chimica nel 1995 per «gli studi sulla chimica dell'atmosfera, in particolare riguardo alla formazione e la decomposizione dell'ozono» (for their work in atmospheric chemistry, particularly concerning the formation and decomposition of ozone).

## Biografia
È stato uno dei massimi esperti di chimica dell'atmosfera. Nel 2000 ha coniato il termine "Antropocene" per definire la prima era geologica nella quale le attività umane sono state in grado di influenzare l'atmosfera e alterare il suo equilibrio.
Ha insegnato al Max Planck Institut di Magonza e alla Scripps Institution of Oceanography della Università della California - San Diego. È stato membro della Pontificia accademia delle scienze in Vaticano.
In data 7 giugno 2010 ha ricevuto la laurea magistrale honoris causa in scienze ambientali dall'Università Ca' Foscari Venezia.
Laureato in ingegneria civile, il suo primo lavoro fu nell'ufficio costruzione ponti della città di Amsterdam. Solo a 26 anni iniziò ad occuparsi di chimica atmosferica compiendo studi accademici presso l'Università di Stoccolma, che gli conferí il dottorato per il suo lavoro pionieristico sull'ozono nella stratosfera e nella troposfera.